# 태평천하
〈태평천하〉(太平天下)는 1938년 1월부터 1938년 9월까지 《조광》에 연재한 채만식의 장편 소설이다. 처음 발표할 당시의 제목은 〈천하태평춘〉(天下太平春)이었으나, 1948년 동지사에서 단행본으로 출간하면서 지금의 〈태평천하〉로 바뀌었다. 제목인 '태평천하'는 채만식이 친일 지주들과 금융자본가들을 풍자하기 위해 반어법으로 쓴 단어이다.
1937년 중일 전쟁이 일어난 하루가 배경이다. 채만식이 독자들과 경어체로써 이야기를 하는 판소리 기법, 전라북도 군산시에서 나고자란 덕분에 익숙한 전라도 방언을 쓴 맛깔나는 문장 등 채만식 고유의 개성이 담긴 풍자 소설이다.

## 줄거리
일제강점기 치하에서 지주와 금융자본가들의 친일 행각을 이끌어내기 위한 일본 제국의 보호를 받으며, 소작인들이 지주에게 바치는 소작료와 고리대금업으로써 부를 누리며 농민들과 서민들을 착취하여 생긴 재물을 바탕으로 안락하게 살아가는 윤 직원(윤두섭)은 자신이 살고 있는 세상을 "화적패가 없는 태평천하"라고 추켜세우며, 아들들과 손자들은 하나같이 주색잡기에 빠져 있다. 이들에 대한 풍자적인 흐름으로 전개되면서, 자본주의를 넘어서기 위해 일본에서 대학을 다니던 도중 사회주의 운동에 투신한 손자이자 지식인 종학만을 정상적인 인물로 묘사한다.

## 출간 도서
창비에서 《태평천하》를 출판했으며, 원문, 작가 채만식의 초판, 재판본 서문, 동아대학교 한수영 교수의 해설, 연표, 낱말해설 등이 부록으로 같이 실려 있어 채만식의 작품을 넒게 이해할 수 있다.

## 원작으로 한 작품
- 《태평천하》, 드라마, MBC 일일 드라마, 1969년 11월 3일 ~ 1969년 11월 15일 방영